# Bucks (Alabama)
Pour les articles homonymes, voir Bucks.
Bucks est un secteur non constitué en municipalité situé dans l’État américain de l'Alabama, dans le comté de Mobile.

## Démographie
| 2000 | 2010 | - | - | - | - |
| ---- | ---- | - | - | - | - |
| 32   | 32   | - | - | - | - |